# La peste del 1630
La Peste del 1630, nota anche con il titolo alternativo La Vergine appare agli appestati, è un'opera pittorica di Antonio Zanchi che decora una della pareti dello scalone della Scuola Grande di San Rocco a Venezia. L'opera si compone di due grandi teleri, separati da una preesistente lesena architettonica. Pur nella duplicità delle tele, imposta dallo stato dei luoghi, la composizione è unitaria (e, come si dirà, ingloba illusionisticamente anche la lesena reale).
Sulla parete che fronteggia l'opera dello Zanchi compare una seconda composizione (identica per dimensione e forma), dovuta a Pietro Negri, raffigurante La Madonna salva Venezia dalla peste, pendant della Peste del pittore di Este.
Gli eventi raffigurati nei dipinti sulla scala della Scuola riguardano la spaventosa pestilenza che colpì Venezia nel 1630.

## La peste veneziana del 1630

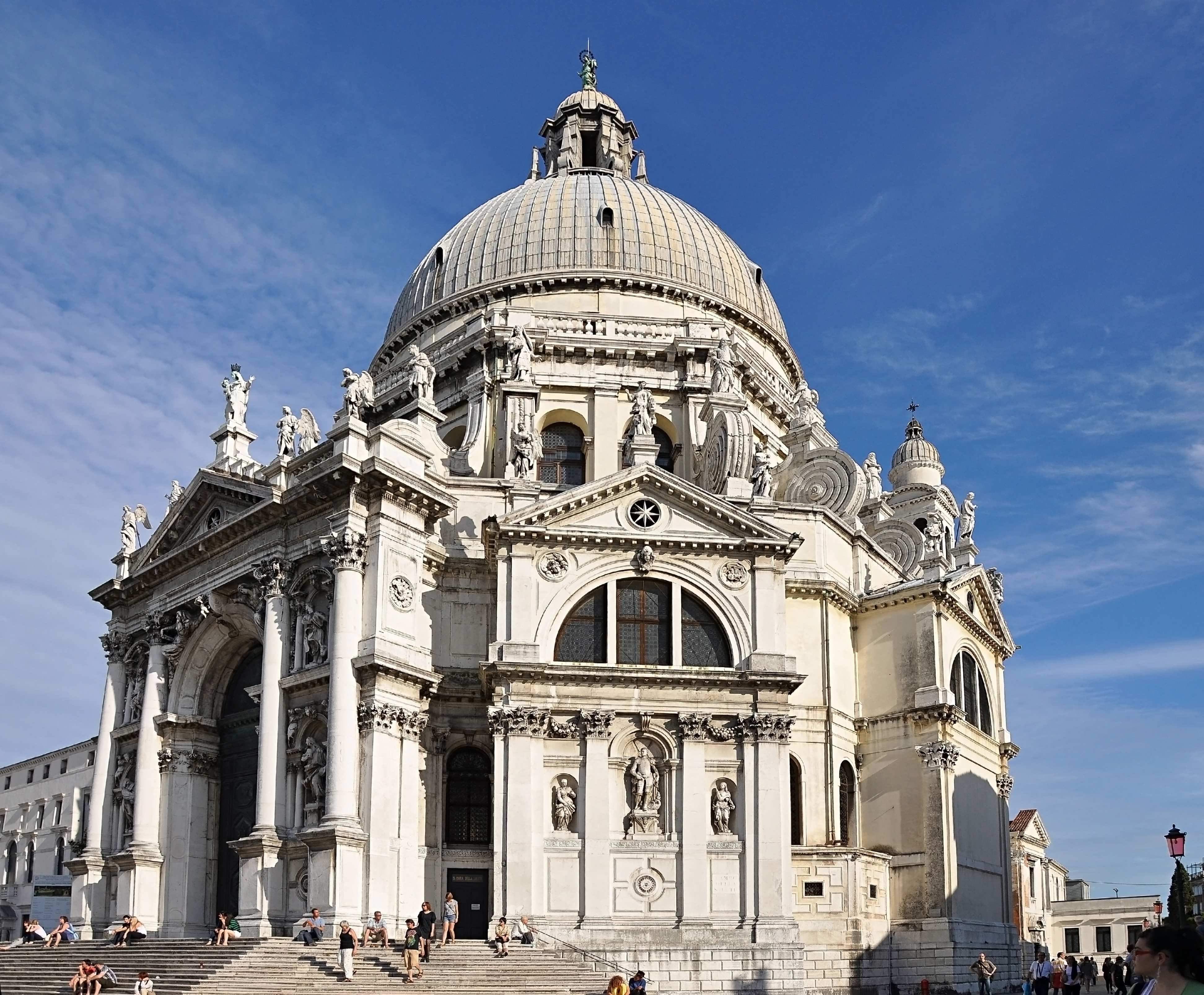
Baldassarre Longhena, Basilica di Santa Maria della Salute, Venezia,1631-1687

Nel 1630, durante la  guerra di successione di Mantova e del Monferrato, in cui si trovò coinvolta anche Venezia, tra le truppe asburgiche si accesero i primi focolai di peste.  
Si tramanda che a portare il morbo in Laguna sia stato l'ambasciatore di Carlo I di Gonzaga-Nevers cioè il contendente alla successione mantovana appoggiato dai veneziani. Questi, già infettato dalla peste, si recò a Venezia per svolgere la propria missione diplomatica: benché messo in quarantena le misure precauzionali evidentemente non vennero gestite con efficacia. 
Il diplomatico mantovano contagiò alcuni veneziani con i quali era venuto in contatto, i quali a loro volta, avendo libero accesso alla città, iniziarono a diffondere il morbo tra la popolazione. La peste prese così rapidamente ad infuriare.
Quella del 1630 fu un'epidemia particolarmente  virulenta: tra il luglio e l'ottobre di quel tragico anno tra la città e il resto del dogado veneziano morirono all'incirca 150.000 persone, pari al 40% della popolazione. 
La tragedia naturalmente ebbe forte impatto sulla coscienza collettiva, di cui sono testimonianza anche diverse opere d’arte connesse all'evento. La maggiore di queste è l'edificazione della basilica di Santa Maria della Salute, capolavoro architettonico del barocco veneziano, eretta come gigantesco ex voto per la fine del morbo. Tra esse un posto di rilievo ha anche l'opera dello Zanchi nella Scuola di San Rocco.

## Storia dell'opera

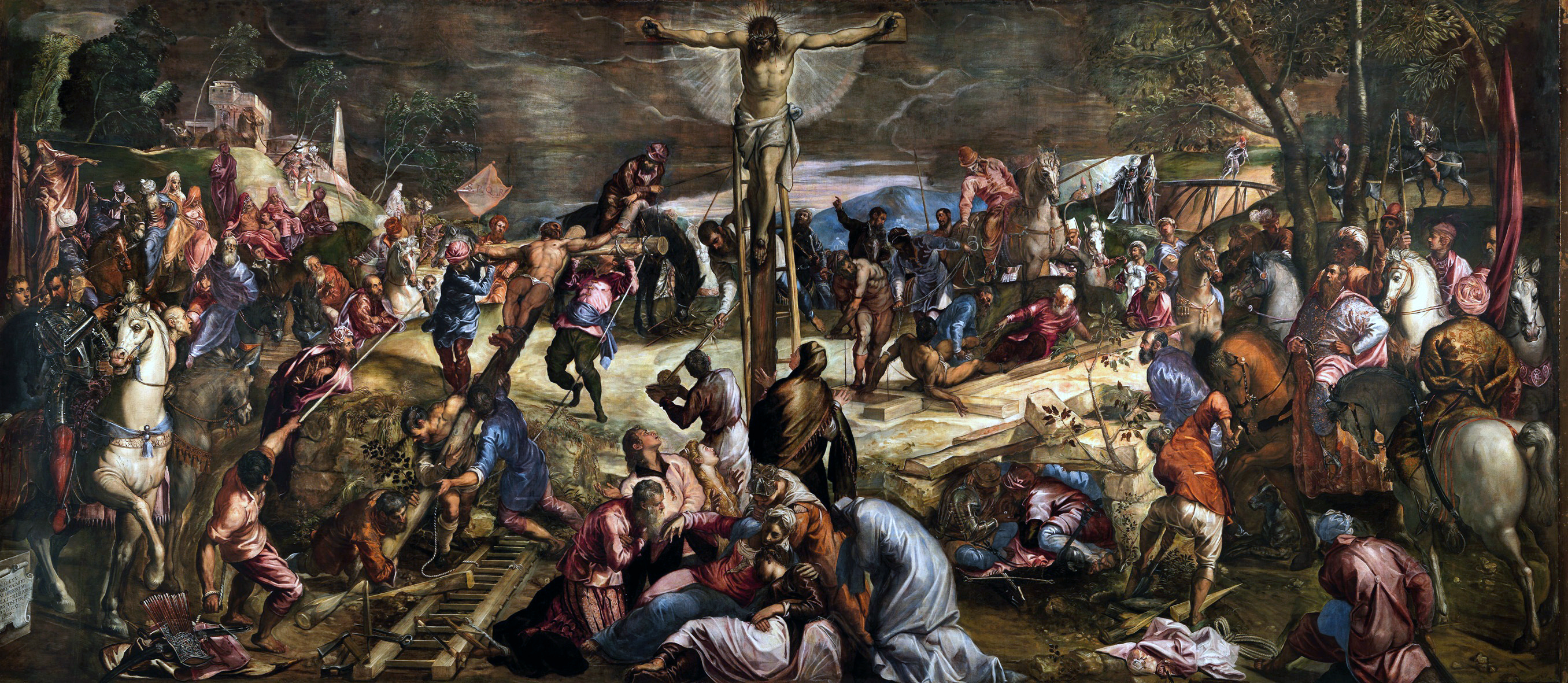
Tintoretto, Crocifissione, 1565, Venezia, Scuola Grande di San Rocco

La Scuola Grande di San Rocco era la sede di una delle molte confraternite veneziane dedite ad opere di carità, quantunque l'appartenenza ad esse avesse spesso anche motivazioni di carattere corporativo e di prestigio sociale. Tali aggregazioni, molto diffuse a Venezia sin dal medioevo, solitamente si dotavano di sedi, dette per l'appunto scuole, che in molti casi, proprio per rimarcare il prestigio e il censo dei suoi membri, erano sontuosamente decorate.
In questo senso tra le scuole veneziane, quella di San Rocco spicca per bellezza soprattutto grazie all'ampio ciclo di teleri che tra il 1564 e il 1588 vi realizzò, istoriandone gran parte delle pareti, il Tintoretto: il ciclo nel suo complesso, così come le singole raffigurazioni che lo compongono, si collocano indiscutibilmente tra i capolavori del Robusti e della pittura veneziana tout court.
Tra i pochi spazi della Scuola di San Rocco che ancora a metà Seicento non erano stati decorati vi erano le pareti del monumentale scalone che collega il primo e il secondo piano dell'ambiente. 

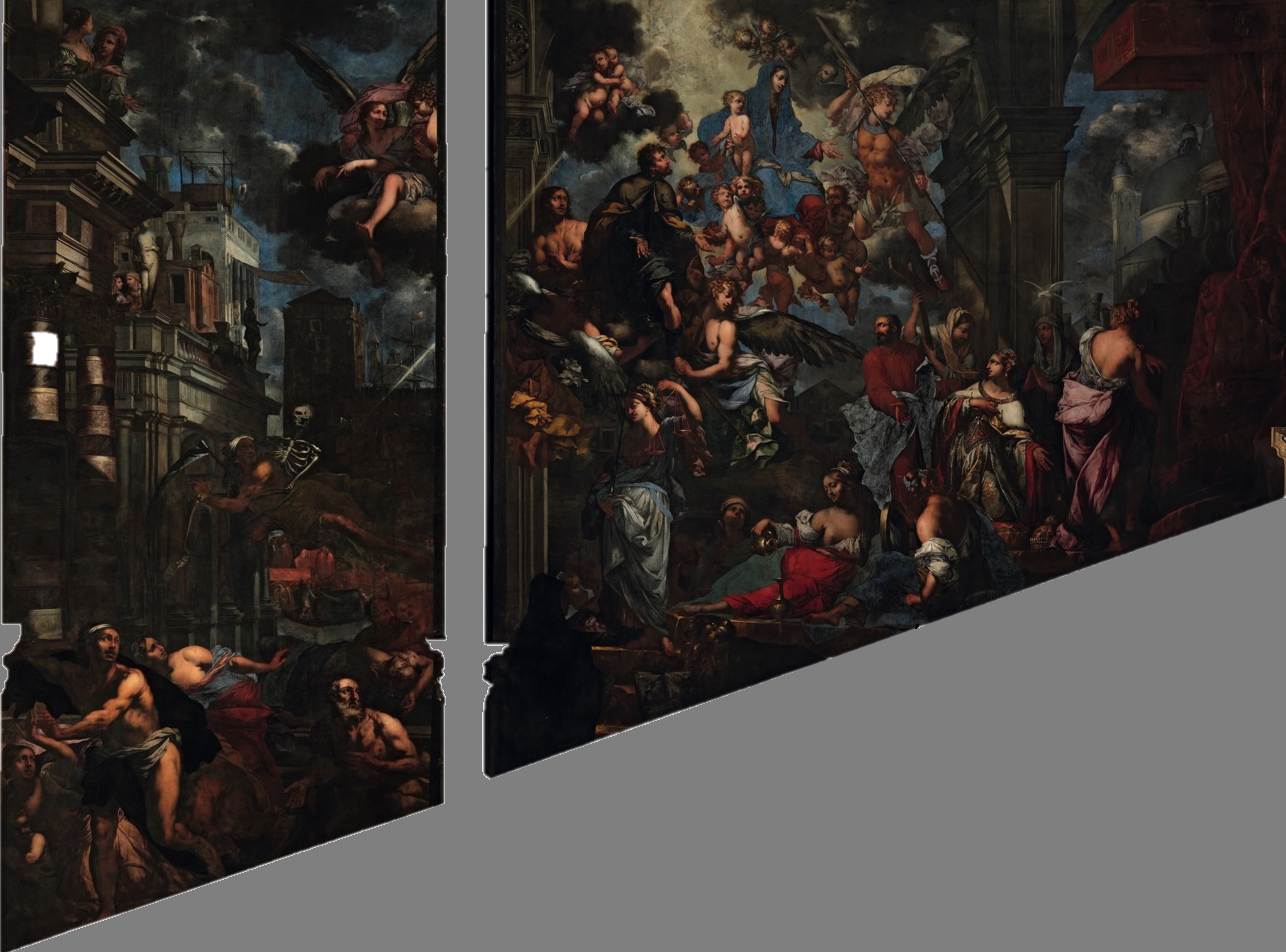
Pietro Negri, La Madonna salva Venezia dalla peste, 1673, Venezia, Scuola Grande di San Rocco

Quando i membri della Scuola decisero di commissionare la decorazione della scala (in particolare delle pareti della seconda rampa) si rivolsero ad Antonio Zanchi (che licenziò l'opera nel 1666), per la parete destra, ed alcuni anni dopo a Pietro Negri, che realizzò le tele della parete sinistra, collocate nel 1673.  
La chiamata di questi pittori, e in particolare dello Zanchi, è forse dovuta alla loro appartenenza alla corrente artistica dei tenebrosi, nuovo fenomeno pittorico veneziano, caratterizzato dall'utilizzo di un marcato chiaroscuro, portato in Laguna poco meno di un decennio prima dal genovese Giovan Battista Langetti, di cui lo Zanchi fu uno dei primi e dei migliori seguaci. 

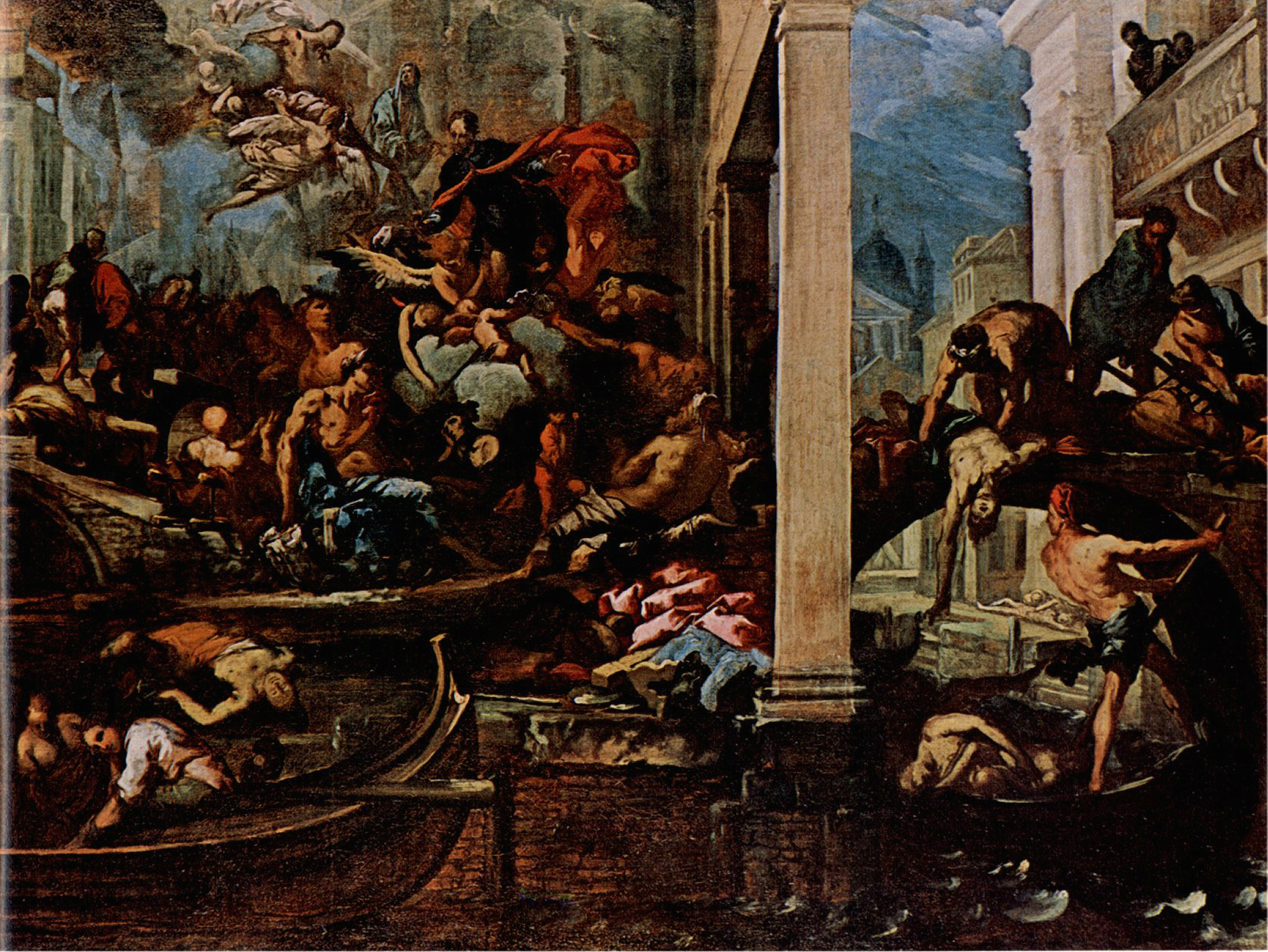
Antonio Zanchi, Il bozzetto de La Peste del 1630, 1666, Vienna, Kunsthistorisches Museum

I tenebrosi veneziani, infatti, pur avendo come principale punto di riferimento l'arte di Jusepe de Ribera, trassero ispirazione anche dal Tintoretto. Dovendo le opere commissionate dalla Scuola essere collocate nel tempio della pittura del Robusti, la scelta di due tenebrosi forse apparve quella che meglio poteva assicurare, per quanto possibile, la maggiore continuità stilistica con la preesistente decorazione dell'ambiente. 
La scelta del tema per i teleri dello scalone cadde sulla tragica peste del 1630, soggetto quanto mai consono alla sede essendo la devozione a san Rocco collegata alle sue virtù di taumaturgo e protettore degli appestati.
Con ogni probabilità Zanchi (come accade poi per il Negri), prima di ottenere l'incarico, dovette presentare un bozzetto dell'opera alla committenza affinché questa approvasse il suo lavoro. Il bozzetto in questione si è conservato ed è custodito nel Kunsthistorisches Museum di Vienna.
La decorazione dello scalone della Scuola di San Rocco si segnala anche perché, dopo le tante commissioni cinquecentesche di grandi teleri in chiese, scuole e palazzi cittadini, si tratta di una delle prime campagne decorative di ampio rilievo condotte a Venezia nel Seicento. Per lo Zanchi si trattò della prima importante uscita pubblica della carriera, cui molte altre ne seguirono, che lo proiettò tra i protagonisti del barocco veneziano. 
Nonostante le tante e prestigiose commissioni ottenute in seguito, la Peste resta però l'opera più famosa del pittore e probabilmente il suo capolavoro.

## Descrizione e stile

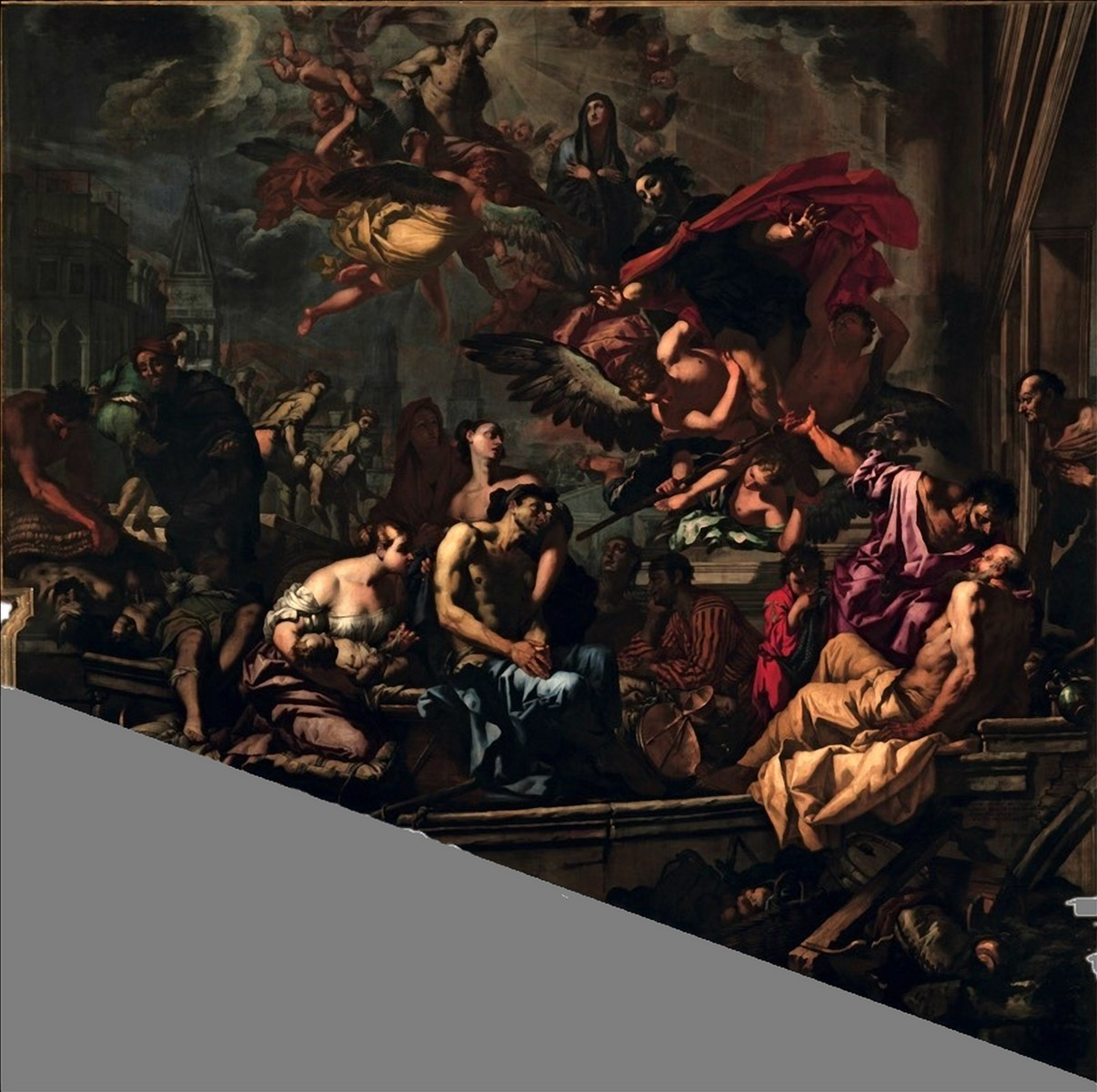
Dettaglio: la tela sinistra

Le due tele che compongono l'opera sono due grandi trapezi col lato inferiore obliquo che segue la diagonale della scala. La duplicità delle tele è dovuta alla circostanza che sulla parete d'appoggio dei dipinti insiste una lesena aggettante che divide in due il muro. 
L'accorto espediente col quale Zanchi è riuscito, nonostante l'ostacolo architettonico, a dare egualmente vita ad una composizione unica è stato quello di inserire la vera parasta dello scalone nella “realtà” pittorica. La parasta infatti (come è ancor più chiaro nel bozzetto) diventa nel dipinto il più esterno di una serie di pilastri che regge una trabeazione a sua volta attraversata da un ponticello su un canale che è l'elemento di unificazione delle due grandi tele. 
L'evento raffigurato si svolge su un campo circondato dall'acqua, ipoteticamente collocabile all'imbocco del rio della Fornace con il Canal Grande, guardando in direzione della Giudecca.

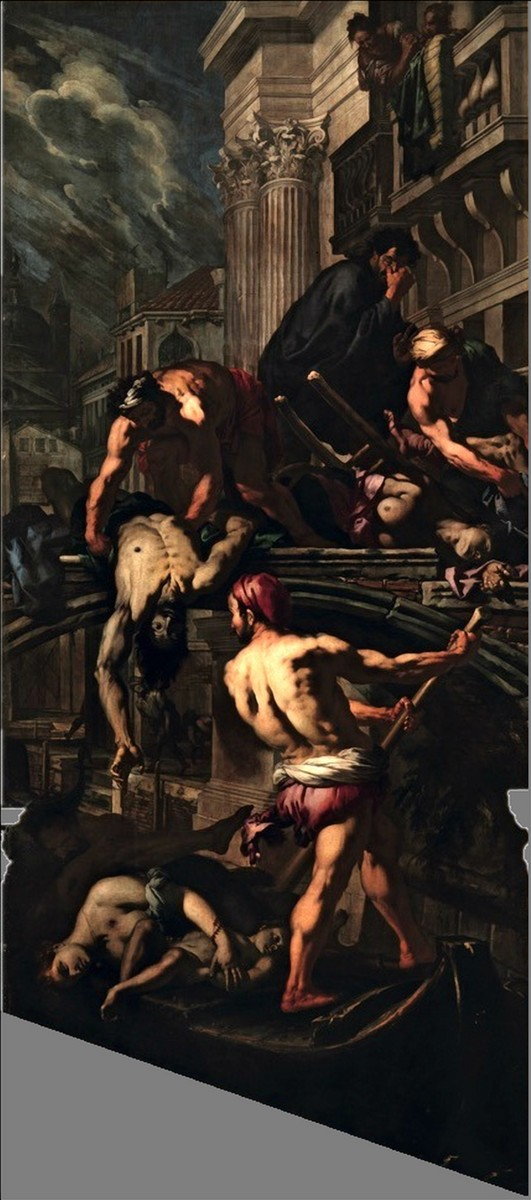
Dettaglio: la tela destra

In uno scenario disperato, dove la morte portata dalla terribile pestilenza sembra dominare incontrastata, il plumbeo cielo di Venezia si apre ad un'apparizione ultraterrena. Lungo una diagonale segnata dal braccio proteso ed indicante del soccorritore del vecchio moribondo adagiato sul ponte (subito a sinistra della parasta divisoria) vediamo apparire san Rocco sorretto da un volo d'angeli: uno di essi porta il bastone da pellegrino tipico attributo del santo taumaturgo. 
Il protettore degli appestati è sovrastato, più in alto, dalla Vergine Maria che, in posizione orante e con espressione piena di pietà, intercede presso Gesù Cristo, il quale, al sommo della diagonale, sta seduto, contornato da un coro angelico, come supremo e severo giudice. Il Signore impugna nella mano destra dei fulmini che alludono al castigo: la peste è la conseguenza dei peccati della città - novella  Gomorra -, cui solo il ritorno alla fede può porre rimedio. Ingiunzione che sembra essere immediatamente accolta dal gruppo di derelitti in primo piano che devotamente assistono alla miracolosa visione e su cui san Rocco incombe quasi a volerli accogliere e proteggere sotto il suo mantello rosso svolazzante.
Ma l'apparizione divina tuttavia è piuttosto ammonitrice che risolutiva: tutt'intorno è ancora desolazione. A sinistra un corteo di monatti (pizzegamorti nel veneziano dell'epoca) trascina via i cadaveri mietuti dal morbo, mentre in lontananza si riconosce il campanile di San Marco. 
Ancor più straziante è quel che vediamo nella tela a destra della parasta. Qui i morti di peste, raffigurati con crudo realismo, vengono ammassati sul ponte e da lì gettati su una barca che solca il canale: un nerboruto monatto sta precipitando di sotto il corpo esanime di un uomo di cui è ancora intuibile il vigore virile ma reso livido dal morbo implacabile. Una figura intabarrata di nero attraversa rapidamente il ponte e fugge inorridita, turandosi il naso per il fetore della decomposizione. 

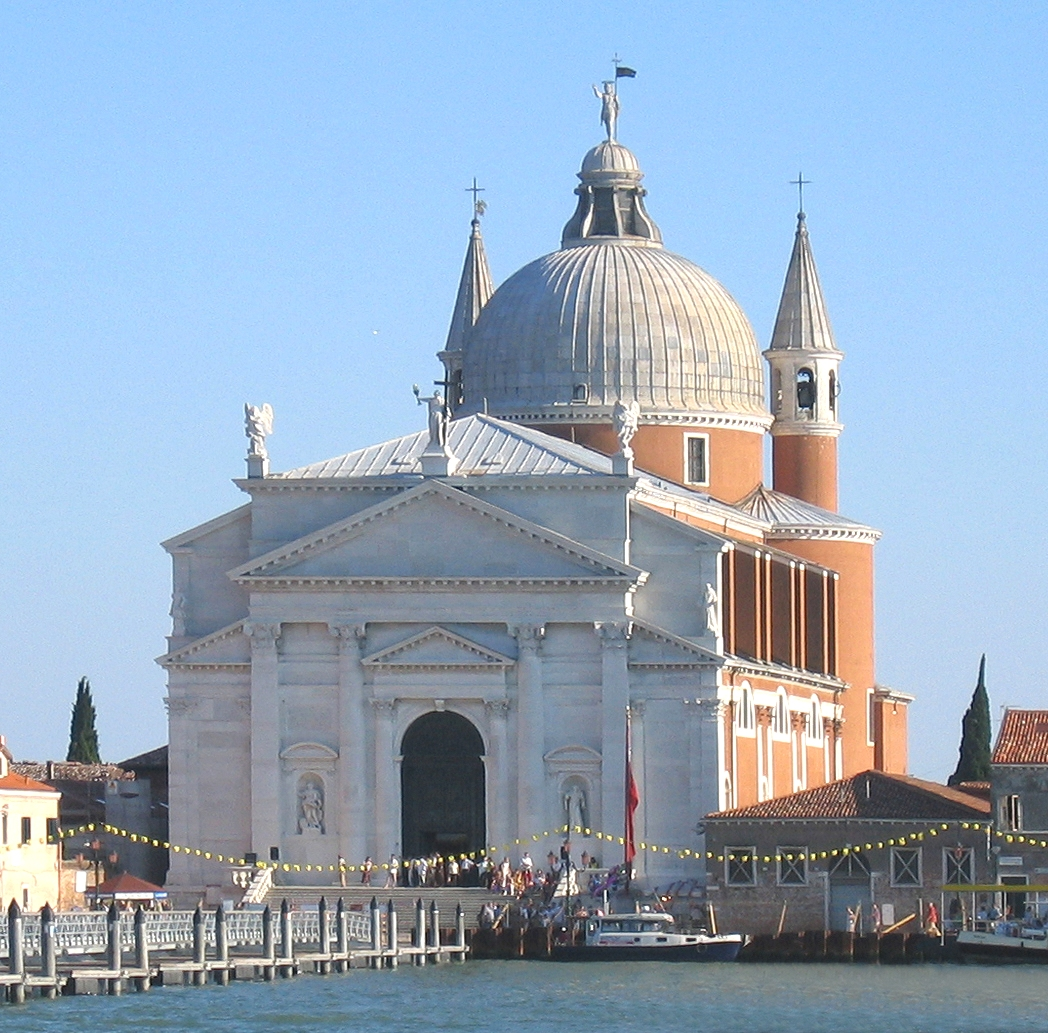
Andrea Palladio, Basilica del Redentore, Venezia, 1577-1592

Nel groviglio di cadaveri raccolti sulla barca, scorgiamo il commovente motivo di una giovane madre e di sua figlia bambina, isolate dalla luce, abbracciate nella morte. Tra le quinte architettoniche di questa parte dell'opera si vede sullo sfondo (semicoperta dalla parasta) la basilica del Redentore. 
Forse la parte destra dell'opera accentua il senso di tragica afflizione per dare risalto al primo barlume di speranza per la salvezza di Venezia (che si compie solo nel pendant del Negri) annunciato dalla visione celeste di sinistra. Parte della composizione, quest'ultima, in cui altro embrionale elemento beneaugurante è stato scorto nell'imponente colonnato che si erge quasi alle spalle di san Rocco. Le colonne potrebbero idealmente alludere all'edificazione di un grande tempio come ex voto per la fine della strage, quindi alla costruzione della basilica di Santa Maria della Salute effettivamente edificata, come già rilevato, quale ringraziamento alla Madonna per la conclusione della terribile peste del 1630.
L'impianto coloristico dell'opera crea un armonioso equilibrio tra i toni bruni e spenti delle parti in ombra e i vividi colori che risaltano laddove batte la luce. La varietà e l'efficacia delle pose dei tanti astanti, così come la coinvolgente resa dei moti dell'animo sono forse il risultato di studi dal vero con i quali il pittore si è preparato per questa complessa messa in scena. In tutto ciò si avverte l'influsso del Tintoretto sul quale Zanchi ha verosimilmente riflettuto a fondo per dar vita ad un'opera destinata ad una sede così segnata dal genio di quel grande maestro.